# Kanal 7 (Thailand)
Kanal 7 (ช่อง 7) är ett statligt regionalt TV- och radiobolag i Thailand. som ägs av Thailands armé och Bangkok Radio and Television.